# 長南町巡回バス
長南町巡回バス（ちょうなんまちじゅんかいバス）は、かつて存在した千葉県長生郡長南町のコミュニティバス。小湊鉄道長南営業所が受託していた。
2023年（令和5年）3月31日をもって、全路線が廃止された。

## 現行路線

### 東地区コース
- 長南車庫 → 役場前 → 中原 → 小生田 → 西湖 → 大下青年館前 → 大井 → 役場前 → 長南車庫

土休日運休

### 坂本・豊栄地区コース
- 長南車庫 → 役場前 → 千田 → 岩川集会所前 → 農協倉庫前 → 大橋前 → 役場前 → 長南車庫

土休日運休

### 西地区コース
- 長南車庫 - 役場前 - 小沢青年館前 - 茗荷沢十字路 - 三川 - 埴生沢新田 - 西小学校前 - 役場前 - 長南車庫

土休日運休

### 長南・蔵持地区コース
- 長南車庫 → 役場前 → 蔵持青年館前 → ユートピア笠森 → 笠森霊園 → 蔵持青年館前 → 役場前 → 長南車庫

土休日運休

## 運賃
- 小学生以上 100円

1. ↑  “長南町公式ホームページ”. 2024年3月23日閲覧。